# Damion Baugh
Damion Baugh, né le 3 août 2000 à Nashville dans le Tennessee, est un joueur professionnel américain de basket-ball évoluant aux postes de meneur et d'arrière. Il mesure 1,91 m.

## Biographie

### Jeunesse et carrière universitaire
Damion Baugh a fréquenté le lycée de Cane Ridge de Antioch pendant deux saisons avant de passer à la Lincoln Academy à Suwanee. Pour sa saison senior, il a rejoint la Tennessee Prep Academy à Memphis. Il a obtenu en moyenne 23,5 points et 10 rebonds par match en tant que senior. Classé au 86e rang des espoirs de sa classe par Rivals.com, Baugh s’est engagé à jouer au basketball universitaire à l'université de Memphis.
Il joue pour les Tigers de Memphis en NCAA.
En première année, Baugh a récolté en moyenne 4,1 points, 3,6 rebonds et 2,6 passes décisives par match. Il a obtenu en moyenne 3,4 points, 2,6 rebonds et 1,9 aide par match en deuxième année. Après la saison, Baugh a été transféré à l'université chrétienne du Texas et joue pour les Horned Frogs de TCU. Baugh a récolté en moyenne 10,6 points, 4,5 rebonds et 4,5 passes décisives par match en tant que junior. Après la saison, il signe avec un agent certifié de la NBA et écope d'une suspension de six matchs. En tant que senior, Baugh a récolté en moyenne 12,6 points, 4,7 rebonds et 5,8 passes par match, aidant ainsi TCU à atteindre le deuxième tour du tournoi NCAA. Il a été nommé dans la Second Team All-Big 12.

### Carrière professionnelle
Damion Baugh n'est pas sélectionné lors de la draft 2023 de la NBA.
Il participe à la NBA Summer League 2023 avec les Lakers de Los Angeles, puis le 7 septembre 2023, il signe un contrat Exhibit 10-Day non garanti avec les Lakers. Le 16 octobre 2023, il est coupé par les Lakers. Deux jours plus tard, il rejoint le camp d'entraînement des Lakers de South Bay, l'équipe de NBA Gatorade League affiliée aux Lakers. Il dispute son premier match en G League le 11 novembre 2023 face au Remix de Rip City en jouant 30 minutes pour 7 points, 3 rebonds et 2 passes décisives. Il établit son record avec 38 points le 28 mars 2024 face aux Warriors de Santa Cruz. Il réalise deux double-double lors des deux derniers matchs de la saison régulière face aux Capitanes de Mexico avec 19 points et 10 rebonds, puis 19 points et 11 rebonds,.
Il participe à la NBA Summer League 2024 avec les Knicks de New York. Le 2 octobre 2024, il signe un contrat Exhibit 10 avec les Knicks. Fin octobre 2024, il est retenu pour le camp d'entraînement des Knicks de Westchester pour préparer la saison 2024-2025 de G League.
En février 2025, il signe un contrat two-way avec les Hornets de Charlotte.

## Palmarès et distinctions personnelles

### Distinctions personnelles
- Second Team All-Big 12 (2023)
- AP All-Big 12 Second Team (2023)
- All-Big 12 Conference Honorable Mention (2022)

## Statistiques

### En universitaire
| Gras/Meilleures performances | [ 18 ] |

| Saison    | Équipe  | Matchs | Titul. | Min./m | % Tir | % 3pts | % LF | Rbds/m. | Pass/m. | Int/m. | Ctr/m. | Pts/m. |
| --------- | ------- | ------ | ------ | ------ | ----- | ------ | ---- | ------- | ------- | ------ | ------ | ------ |
| 2019-2020 | Memphis | 31     | 25     | 20,7   | 43,8  | 29,4   | 55,8 | 3,6     | 2,8     | 1,1    | 0,3    | 4,1    |
| 2020-2021 | Memphis | 26     | 4      | 19,6   | 41,5  | 26,3   | 68,2 | 2,6     | 1,9     | 1,0    | 0,3    | 3,4    |
| 2021-2022 | TCU     | 31     | 30     | 31,1   | 41,9  | 27,0   | 65,6 | 4,4     | 4,5     | 1,3    | 0,2    | 10,6   |
| 2022-2023 | TCU     | 29     | 29     | 35,0   | 43,1  | 33,0   | 70,7 | 4,7     | 5,8     | 1,8    | 0,3    | 12,6   |
| Total     | Total   | 117    | 88     | 26,8   | 42,5  | 29,5   | 66,4 | 3,9     | 3,8     | 1,3    | 0,3    | 7,8    |

### En NBA Gatorade League
| Gras/Meilleures performances | [ 19 ] |

#### En Showcase Cup
| Saison    | Équipe    | Matchs | Titul. | Min./m | % Tir | % 3pts | % LF | Rbds/m. | Pass/m. | Int/m. | Ctr/m. | Pts/m. |
| --------- | --------- | ------ | ------ | ------ | ----- | ------ | ---- | ------- | ------- | ------ | ------ | ------ |
| 2023-2024 | South Bay | 13     | 0      | 22,7   | 44,3  | 29,2   | 76,9 | 3,5     | 3,2     | 1,0    | 0,5    | 8,2    |
| Total     | Total     | 13     | 0      | 22,7   | 44,3  | 29,2   | 76,9 | 3,5     | 3,2     | 1,0    | 0,5    | 8,2    |

#### En saison régulière
| Saison    | Équipe    | Matchs | Titul. | Min./m | % Tir | % 3pts | % LF | Rbds/m. | Pass/m. | Int/m. | Ctr/m. | Pts/m. |
| --------- | --------- | ------ | ------ | ------ | ----- | ------ | ---- | ------- | ------- | ------ | ------ | ------ |
| 2023-2024 | South Bay | 24     | 10     | 29,9   | 44,4  | 28,2   | 83,9 | 5,0     | 2,7     | 2,0    | 0,4    | 13,8   |
| Total     | Total     | 24     | 10     | 29,9   | 44,4  | 28,2   | 83,9 | 5,0     | 2,7     | 2,0    | 0,4    | 8,2    |